# Bryum rufolimbatum
Bryum rufolimbatum är en bladmossart som beskrevs av Ferdinand François Gabriel Renauld och Jules Cardot 1893. Bryum rufolimbatum ingår i släktet bryummossor, och familjen Bryaceae. Inga underarter finns listade i Catalogue of Life.